# Vadzim Dzevjatoŭski
Vadzim Anatolevič Dzevjatoŭski, accreditato come Vadim Devyatovskiy dalla IAAF (in bielorusso Вадзім Анатолевіч Дзевятоўскі?; Navapolack, 20 marzo 1977), è un ex martellista bielorusso.

## Biografia
Pratica il lancio del martello dall'età di 7 anni.
Vanta un primato personale di 84 metri e 90 centimetri stabilito nel 2005 a Minsk, anno in cui raggiunge il secondo posto ai campionati mondiali di Helsinki con la misura di 82,60. Vanta la terza miglior misura mai ottenuta nel lancio del martello.
Nel 2006 vince la medaglia di bronzo ai campionati europei di Göteborg con la misura di 80,76. Alle Olimpiadi di Pechino del 2008 vince la medaglia d'argento con la misura di 81,61 m, ma in seguito alla sua positività per doping (testosterone), il prestigioso riconoscimento gli viene ritirato.
Il 10 giugno 2010, dopo un ricorso durato due anni, il Tribunale Arbitrale dello Sport di Losanna ha restituito ai martellisti bielorussi Vadzim Dezvjatoŭski e Ivan Cichan le medaglie d'argento e bronzo conquistate alle Olimpiadi di Pechino. Il TAS ha giudicato non validi i test antidoping che avevano portato a giudicare positivi al testosterone i due atleti e a disporre la revoca dei piazzamenti ottenuti. Secondo la corte elvetica, il cui parere è inappellabile, i test furono condotti senza rispettare gli standard internazionali.

## Palmarès
| Anno | Manifestazione    | Sede             | Evento              | Risultato | Misura  | Note |
| ---- | ----------------- | ---------------- | ------------------- | --------- | ------- | ---- |
| 1996 | Mondiali juniores | Sydney           | Lancio del martello | Argento   | 70,88 m |      |
| 1999 | Europei under 23  | Göteborg         | Lancio del martello | 4º        | 73,34 m |      |
| 1999 | Universiadi       | Palma di Maiorca | Lancio del martello | Finale    | nm      |      |
| 2003 | Mondiali          | Parigi           | Lancio del martello | 7º        | 78,13 m |      |
| 2004 | Olimpiadi         | Atene            | Lancio del martello | Bronzo    | 78,84 m |      |
| 2005 | Mondiali          | Helsinki         | Lancio del martello | Oro       | 82,60 m |      |
| 2005 | Universiadi       | Smirne           | Lancio del martello | Oro       | 79,13 m |      |
| 2006 | Europei           | Göteborg         | Lancio del martello | Bronzo    | 80,76 m |      |
| 2007 | Mondiali          | Osaka            | Lancio del martello | 4º        | 81,57 m |      |
| 2008 | Olimpiadi         | Pechino          | Lancio del martello | Argento   | 81,61 m |      |

## Campionati nazionali
- 2 volte campione nazionale nel lancio del martello (2000, 2006)